# Nosa Igiebor
Emmanuel Nosa Igiebor, né le 9 novembre 1990, est un footballeur nigérian évoluant au poste de milieu de terrain pour le Anorthosis Famagouste.

## Biographie
Le 26 août 2012, il signe un contrat de 4 ans avec le Betis Séville

## Palmarès
- Nigeria
  - Vainqueur de la CAN en 2013.
- Maccabi Tel-Aviv FC
  - Championnat d'Israël en 2015